# Пожаревацкая церковь
Пожаревацкая церковь  (серб. Пожаревачка црква, венг. Pozsarevacska-templom) — храм Будимской епархии Сербской православной церкви в городе Сентендре в Венгрии. Церковь основана переселенцами из города Пожареваца, чем объясняется её название. Посвящена Архангелу Михаилу.

## История
После Великого переселения сербов в 1690 году сербы из Пожареваца построили в Сентендре деревянную церковь Архангела Михаила, получившую название Пожаревацкой. Рядом с ней в 1759 году было начато строительство современной церкви. Освящение храма совершил Будимский епископ Дионисий (Новакович) 27 октября 1763 года.
Колокольня церкви была надстроена в 1794 году, о чём свидетельствует надпись на западном фасаде. В 1809 году церковь пострадала от наводнения и была отремонтирована в 1815—1816 годах. В 1838 году она пострадала от ещё более сильного наводнения, о чём написано на каменной табличке на апсиде церкви.
Иконостас был написан в 1742 году и первоначально располагался в старом соборе, но был перенесён в этот храм сразу после завершения строительства.